# Майський (Іглінський район)
Ма́йський (рос. Майский, башк. Майский) — село у складі Іглінського району Башкортостану, Росія. Адміністративний центр Майської сільської ради.
Населення — 356 осіб (2010; 361 в 2002).